# Cinnyris ursulae
El suimanga de Úrsula (Cinnyris ursulae) es una especie de ave paseriforme de la familia Nectariniidae endémica de las montañas del oeste de Camerún y la isla de Bioko.

## Distribución y hábitat
Se encuentra únicamente en los bosques húmedos tropicales de las montañas del oeste de Camerún y de la cercana isla de Bioko (Guinea Ecuatorial). Está amenazado por la pérdida de hábitat.